# اغتيال يان كويساك
جريمة اغتيال صحافي استقصائي يان كويساك بين 22 و 25 فبراير 2018 بمدينة فيلكا ماكا التي تبعد 65 كلم شرق العاصمة براتيسلافا سلوفاكيا. قُتل في بيته بالرصاص هو وصديقته مارتينا كوسنيروفا.قُتل يان كوسياك برصاصة في صدره، اما صديقته فأصيبت في رأسها. "على الارجح بسبب تحقيقاته حول عمليات التزوير المتصلة برجال أعمال مشكوك بامرهم وسياسيين في الدولة. وبمقتله سادت سلوفاكيا صدمة وغضب شعبي. وسارع إلى ادانة الجريمة على الفور قادة الاتحاد الاوروبي والمنظمات الدولية. وعرض رئيس الوزراء السلوفاكي مكافأة قيمتها مليون يورو عن كل معلومة من شأنها ان تساعد في ايجاد المسؤولين عن الجريمة
وكان يان كوسياك (27 عاما) يعمل لحساب موقع اكتشواليتي.اس.كاي، الذي ينتمي إلى مجموعة اكسل سبرينغر الألمانية ورينجييه السويسرية. وقد تخصص في قضايا الفساد، ومنها الصلات المحتملة بين عالم الأعمال والحزب الحاكم.

## حياته
ولد الصحافي يان كويساك بمدينة ستيابنيك (سلوفاكيا) سنة 1990 واغتيل بين 22 و 25 فبراير 2018 بمدينة فيلكا ماكا، وكان في خريف عام 2017، قد تلقى تهديدات ثم رفع شكوى إلى الشرطة.

## مصلات خارجية
- اغتيال صحافي استقصائي يثير صدمة في سلوفاكيا